# 2086
Cette page concerne l'année 2086  du calendrier grégorien.
L'année 2086 est une année commune qui commence un mardi.
C'est la 2086e année de notre ère, la 86e année du IIIe millénaire et du XXIe siècle et la 7e année de la décennie 2080-2089.

## Autres calendriers
- Calendrier hébraïque : 5846 / 5847
- Calendrier indien : 2007 / 2008
- Calendrier musulman : 1506 / 1507
- Calendrier persan : 1464 / 1465

## Événements prévisibles
- Fin de la concession du tunnel sous la Manche[1].
- 30 octobre : l'astéroïde (69230) Hermès a une probabilité faible mais non-nulle de percuter la Terre. Il passera à environ 3 647 000 km de la Terre.[réf. nécessaire]